# Sociedad de Matemáticas Aplicadas e Industriales
La Sociedad de Matemáticas Aplicadas e Industriales (en inglés Society for Industrial and Applied Mathematics o, por sus siglas, SIAM), con sede en Filadelfia, es una sociedad estadounidense dedicada a las matemáticas aplicadas. Fue fundada en 1951 en Filadelfia para introducir las matemáticas en la actividad industriales. Hoy cuenta con más de 11 000 miembros y organiza conferencias y edita libros y revistas (SIAM Review, Theory of Probability and its Applications, SIAM Journal of Applied Mathematics). 
Entrega, entre otros, los premios Pólya, Norbert Wiener (junto a la  American Mathematical Society), James H. Wilkinson, Theodore von Kármán y George David Birkhoff. Además, cada cuatro años hospeda el International Congress on Industrial and Applied Mathematics (ICIAM), consideradada la mayor conferencia mundial en matemática aplicada.